# Лічу в неволі дні і ночі…
«Лічу в неволі дні і ночі…» — вірш Тараса Шевченка, написаний ним 1850 року в Оренбурзі.

## Написання та публікація
Зберігся чистовий автограф вірша першої редакції у «Малій книжці». Автограф не датований. Вірш датується дослідниками за місцем автографа у «Малій книжці» серед творів 1850-го (у першому зшитку за 1850-й рік, де його записано першим без порядкового номера) та часом перебування Шевченка в Оренбурзі взимку — навесні 1850-го, орієнтовно: січень — квітень 1850 року, та місцем написання — Оренбург.
Найраніший відомий текст — автограф у «Малій книжці», до якої вірш переписано з невідомого автографа в Оренбурзі на початку 1850 року, не пізніше 23 квітня — дня арешту поета. Під час переписування поет зробив виправлення у рядках 16, 24; рядок після 37 замінено остаточним варіантом. У 1858 році Шевченко створив другу редакцію вірша (вміщену у цьому ж томі).

## Публікація
Вперше вірш надруковано у виданні: «Кобзар з додатком споминок про Шевченка Костомарова і Микешина» 1876 року (Прага, стор. 140—143).

## Сюжет
У вірші присутня надія Шевченка на повернення в Україну розроблено тут досить докладно та гірких роздумів про літа, марно втрачені в неволі.